# Sun Qihao
Sun Qihao (Chinesische:孙启豪; * 18. Februar 2000) ist ein chinesischer Leichtathlet, der im sich auf den Zehnkampf spezialisiert hat. 2023 siegte er im Zehnkampf bei den Asienspielen in Hangzhou.

## Sportliche Laufbahn
Erste internationale Erfahrungen sammelte Sun Qihao im Jahr 2017, als er bei den U18-Weltmeisterschaften in Nairobi mit 6959 Punkten den fünften Platz im Zehnkampf belegte. 2023 musste er seinen Wettkampf bei den Asienmeisterschaften in Bangkok vorzeitig beenden und im Oktober siegte er mit 7816 Punkten bei den Asienspielen in Hangzhou.
2023 wurde Sun chinesischer Meister im Zehnkampf.

## Persönliche Bestleistungen
- Zehnkampf: 7852 Punkte: 28. Juni 2023 in Shenyang
  - Siebenkampf (Halle): 5813 Punkte: 13. März 2021 in Chengdu (chinesischer Rekord)